# Гура Идричи (Васлуј)
Гура Идричи (рум. Gura Idrici) насеље је у Румунији у округу Васлуј у општини Рошиешти. Oпштина се налази на надморској висини од 114 m.

## Становништво
Према подацима из 2002. године у насељу је живело 530 становника, од којих су сви румунске националности.